# Kim Zmeskal
Kim Zmeskal, född 6 februari 1976 i Houston, Texas, är en amerikansk gymnast.
Zmeskal tog OS-brons i lagmångkampen i samband med de olympiska gymnastiktävlingarna 1992 i Barcelona.